# Система управления транспортом Токио
Система управления транспортом Токио (яп. 東京圏輸送管理システム То:кё: Кэн Юсо: Канри Сисутэму) (Autonomous decentralized Transport Operation control System) или ATOS (яп. アトス、エイトス Атосу, Эитосу). Также называется Автономная децентрализованная система управления движением поездов (яп. 自律分散型列車運行管理システム Дзирицу Бунсан Гата Ресся Унко: Канри Сисутэму) — это компьютеризированная система управления, используемая железнодорожной компанией JR East для регулирования движения поездов на железнодорожных линиях в регионе Большого Токио в Японии. Данная система является крупнейшей в настоящее время эксплуатируемой в Японии. Она была разработана компанией Hitachi. Впервые данная система была введена на линии Тюо в 1996 году. По состоянию на февраль 2020 года, данная система уже используется на 24 линиях в регионе Большого Токио.

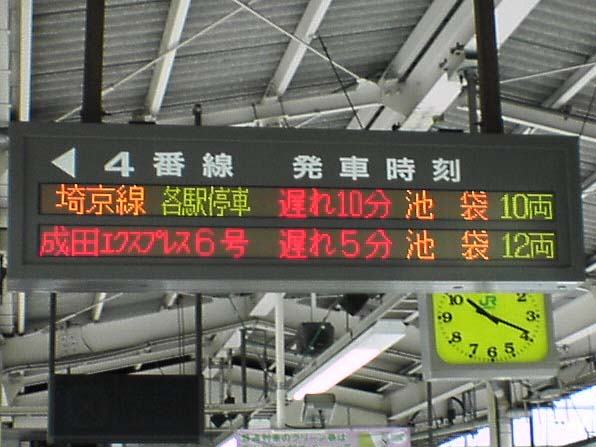
Электронное табло на станции Синдзюку, показывающее информацию о задержке поезда.

На линиях, где установлена система ATOS, на каждой железнодорожной станции имеется электронные табло, которое показывает запланированное время прибытия и пункты назначения поездов на японском и английском языках, предупреждает пассажиров о прибытии или прохождении поездов, информирует о системных задержках и авариях и отображает сообщения для рекламы продуктов компании JR или предупреждает пассажиров о запрете курения. Голосовые объявления на железнодорожных станциях также автоматизированы с использованием синтеза речи.
Система ATOS также направляет машинистов поездов с помощью матрицы 16 на 16, где у машинистов всплывают сообщения, указывающие какие действия должен предпринять машинист: ускорить, замедлить или отрегулировать запланированное время отправления поезда, чтобы вся сеть работала по расписанию.
Несколько линий компании JR в регионе Канто используют систему CTC или PRC вместо ATOS.

## Линии оборудованные ATOS
| Принадлежность          | Линия                                                      | Оборудованный участок                                                                                               | Дата введения         |
| ----------------------- | ---------------------------------------------------------- | --- | --------------------- |
| Центральное направление | Линия Тюо                                                  | Токио - Такао | 14 декабря 1996 года  |
| Центральное направление | Линия Тюо                                                  | Такао - Кофу (станция)                                                                                              | 14 декабря 1996 года  |
| Центральное направление | Линия Тюо-Собу                                             | Митака - Отяномидзу                                                                                                 | 14 декабря 1996 года  |
| Центральное направление | Линия Тюо-Собу                                             | Отяномидзу - Тиба                                                                                                   | 29 мая 1999 года      |
| Центральное направление | Линия Омэ                                                  | Татикава - Омэ (станция)                                                                                            | 2016 год              |
| Центральное направление | Линия Ицукаити                                             | Хаидзима (станция) - Мусаси-Ицукаити (станция)                                                                      | 2016 год              |
| Идэн направление        | Линия Яманотэ                                              | Вся линия | 4 июля 1998 года      |
| Идэн направление        | Линия Кэйхин-Тохоку/Линия Нэгиси                           | Омия - Иокогама - Офуна (станция)                                                                                   | 4 июля 1998 года      |
| Идэн направление        | ■Грузовая линия Яманотэ (Линия Сайкё/Линия Сёнан-Синдзюку) | Мэгурогава (техническая железнодорожная станция) - Икэбукуро Хэбикубо (техническая железнодорожная станция) - Осаки | 31 июля 2005 года     |
| Идэн направление        | Линия Сайкё/Линия Кавагоэ                                  | Икэбукуро - Омия - Кавагоэ (станция)                                                                                | 31 июля 2005 года     |
| Идэн направление        | ■Линия Кавагоэ                                             | Кавагоэ (станция) - Мусаси-Такахаги (станция)                                                                       | 31 июля 2005 года     |
| Идэн направление        | Линия Иокогама                                             | Хигаси-Канагава - Хатиодзи (станция)                                                                                | 12 июля 2015 года     |
| Направление Токайдо     | Линия Токайдо (Токио - Атами) (Линия Токайдо)              | Токио - Югавара (станция)                                                                                           | 29 сентября 2001 года |
| Направление Токайдо     | ■Грузовая линия Токайдо (相鉄・JR直通線)                   | Син-Цуруми (техническая железнодорожная станция) - Одавара                                                          | 29 сентября 2001 года |
| Направление Токайдо     | 横須賀・総武快速線                                         | Офуна (станция) - Токио - Тиба                                                                                      | 30 сентября 2000 года |
| Направление Токайдо     | 横須賀・総武快速線                                         | Курихама (станция) - Офуна (станция)                                                                                | 1 ноября 2009 года    |
| Направление Токайдо     | Линия Намбу                                                | Кавасаки - Татикава                                                                                                 | 26 марта 2006 года    |
| Направление Тохоку      | Линия Уцуномия (Линия Тохоку）                             | Токио - Уэно | 14 марта 2015 года    |
| Направление Тохоку      | Линия Уцуномия (Линия Тохоку）                             | Уэно - Кога (станция)                                                                                               | 19 декабря 2004 года  |
| Направление Тохоку      | Линия Уцуномия (Линия Тохоку）                             | Кога (станция) - Насусиобара (станция)                                                                              | 16 октября 2005 года  |
| Направление Тохоку      | ■Грузовая линия Тохоку (Линия Сёнан-Синдзюку)              | Икэбукуро - Омия | 19 декабря 2004 года  |
| Направление Тохоку      | Линия Такасаки                                             | Омия - Дзинбохара                                                                                                   | 19 декабря 2004 года  |
| Направление Тохоку      | Линия Мусасино                                             | Син-Цуруми (техническая железнодорожная станция) - Ниси-Фунабаси                                                    | 22 января 2012 года   |
| Направление Тохоку      | Линия Кэйё                                                 | Токио - Сога (станция) Итикавасиохама (станция) - Ниси-Фунабаси - Минами-Фунабаси (станция)                         | 25 сентября 2016 года |
| Направление Дзёбан      | ■Linea Jōban Rapida/Линия Дзёбан                           | Уэно - Хатори (станция)                                                                                             | 14 февраля 2004 года  |
| Направление Дзёбан      | 常磐緩行線                                                 | Камэари (станция) - Торидэ                                                                                          | 14 февраля 2004 года  |

- Границей между грузовой линией Яманотэ и грузовой линией Тохоку является станция Икэбукуро.[7]